# Малотростянецький водоспад
Малотростяне́цький — водоспад в Українських Карпатах, східна частина масиву Свидовець. Розташований у межах Рахівського району Закарпатської області на східній околиці с. Кваси, в присілку Тростянець, за 100 м від автошляху Н 09. 
Висота водоспаду —  5 м, ширина —  3 м. Утворився на струмку Малий Тростянець (права притока Чорної Тиси). Водний потік кількома каскадами збігає по скельному виступу з нагромадженням кам'яних брил. Водоспад необлаштований і схили його дуже обвалені, що сильно перешкоджає спуску.
Водоспад важкодоступний та маловідомий.

## Світлини та відео

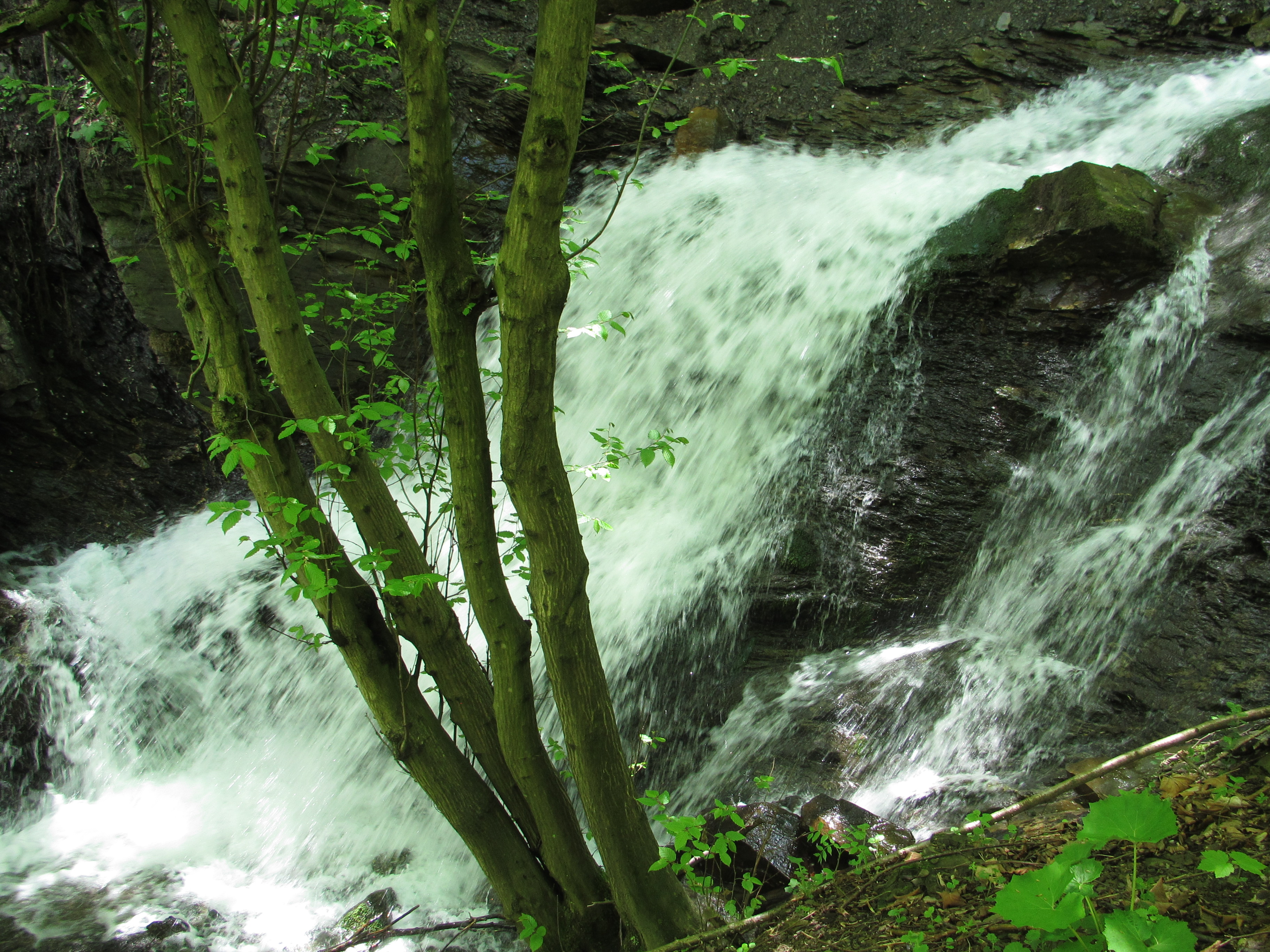
Водоспад зблизька
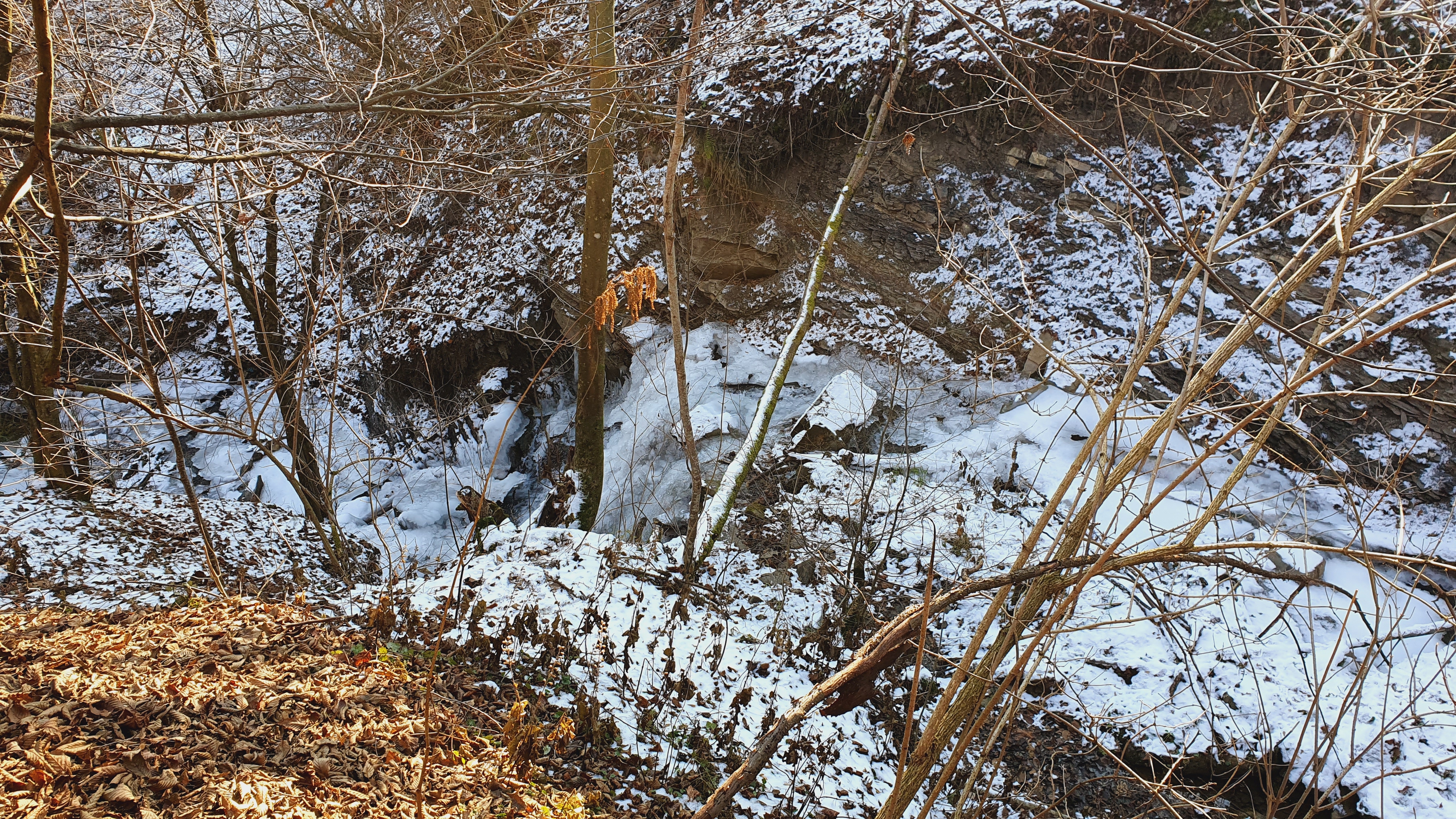
Водоспад взимку
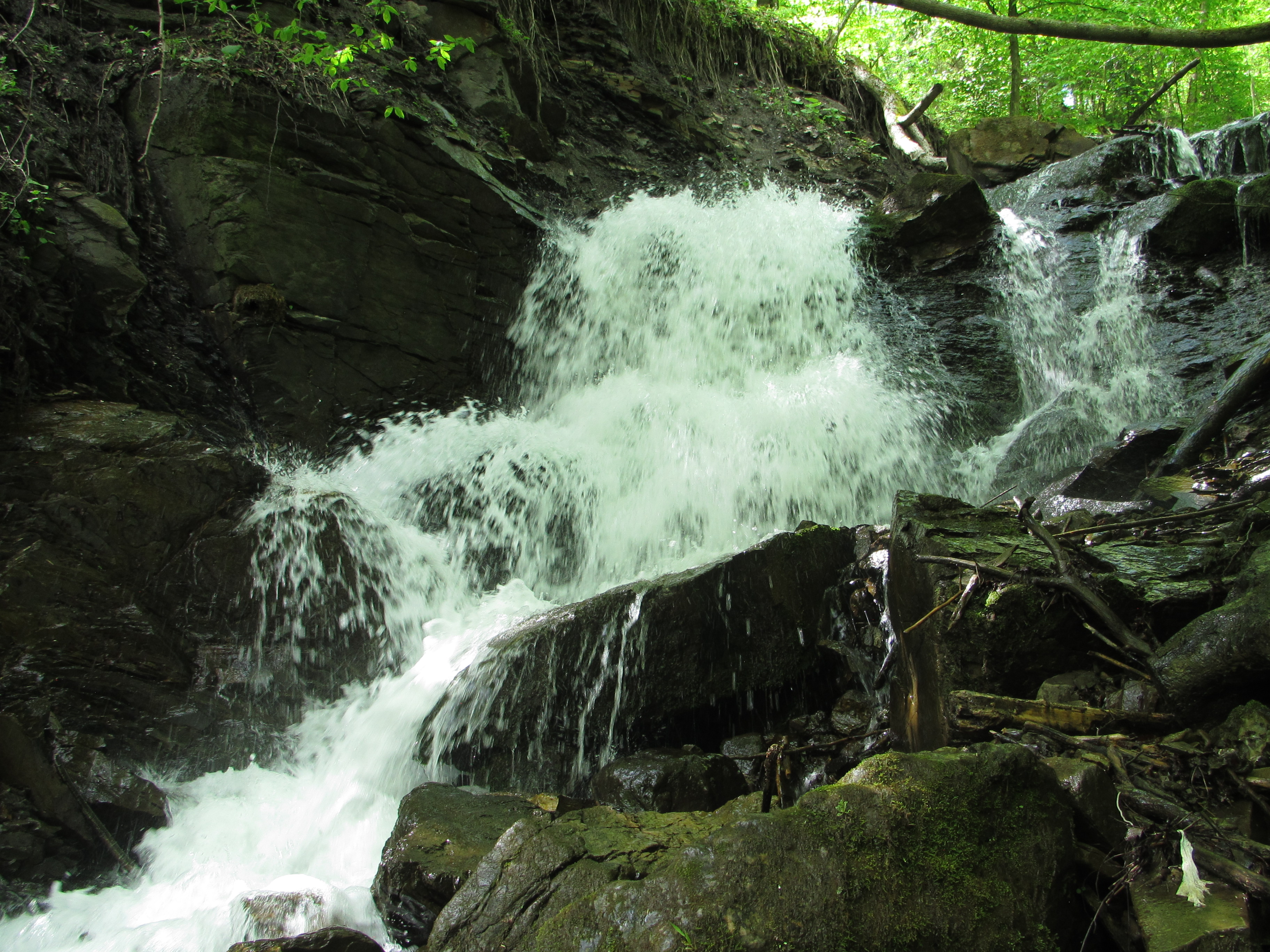
Водоспад весною
- Відео водоспаду